# Wilhelm Burgdorf
Wilhelm Burgdorf (14 tháng 2 năm 1895 - 02 tháng 5 năm 1945) là một vị tướng của Đức quốc xã trong chiến tranh thế giới thứ hai. Ông sinh ra tại Fürstenwalde, là sĩ quan chỉ huy, vị phó tướng của Hitler, từng giữ tới cương vị đại tướng Lục quân Đức.

## Sự nghiệp
Burgdorf gia nhập quân đội Đế chế Đức khi chiến tranh thế giới thứ nhất bùng nổ. Lúc đó ông vẫn còn là một thiếu sinh quân sĩ quan và được bổ nhiệm thành một sĩ quan bộ binh, Trung đoàn 12 Grenadier vào năm 1915. Sau đó, ông phục vụ trong quân đội lực lượng vũ trang của Cộng hòa Weimar và được bổ nhiệm làm đội trưởng vào năm 1930. Năm 1935, ông trở thành giảng viên chiến thuật chiến tranh tại học viện quân sự Dresden, được thăng cấp và tham mưu của đoàn IX năm 1937.
Năm 1938, Ông được thăng cấp trung tá, trở thành chỉ huy của trung đoàn bộ binh 529 từ tháng 5 năm 1940 đến tháng 4 năm 1942. Trong tháng 5 năm 1942, ông trở thành Giám đốc Sở 2 của Văn phòng nhân sự quân đội. Năm 1942, Burgdorf được thăng hàm Thiếu tướng và trở thành phó tướng của Hitler rồi giữ chức Chánh văn phòng quân đội Đức, trợ thủ tham mưu cho Hitler vào tháng 10 năm 1944. Sau đó, ông tiếp tục được phong hàm Trung tướng, rồi Đại tướng chỉ huy lục quân và giữ chức vụ đó cho đến khi qua đời.

## Bí ẩn liên quan

### Cái chết của Erwin Rommel
Burgdorf là cánh tay, trợ thủ đắc lực của Hitler, người đóng vai trò quan trọng trong cái chết của thống chế Erwin Rommel (người liên quan tới âm mưu đánh bom ngày 20 tháng 7 năm 1944 nhằm ám sát Hitler). Vì vậy, ngày 14 tháng 10 năm 1944, Burgdorf cùng với tướng Ernst Maisel đến nhà của Rommel, được sự chỉ đạo của thống soái Wilhelm Keitel đưa cho Rommel hai sự lựa chọn, hoặc là uống thuốc độc sẽ nhận được một tang lễ cấp nhà nước, gia đình và nhân viên của Rommel sẽ an toàn, hai là đối mặt với tội phản quốc. Sau khi đi cùng Burgdorf và Maisel, Rommel đã tự vẫn.

### Berlin
Khi quân đội Liên Xô bắt đầu tấn công vào Berlin, Burgdorf cùng với Hitler trú ẩn tại Führerbunker, một boong ke tại Berlin. Ngày 28 tháng 4, khi phát hiện ra việc Heinrich Himmler đã thương lượng thỏa thuận đầu hàng với quân Đồng minh, Burgdorf đã trở thành một phần của tòa án quân sự Himmler theo sự chỉ đạo của Hitler, liên lạc viên Hermann Fegelein, là anh trai của Eva Braun (một người rất trung thành với Hitler). Tổng SS- Wilhelm Mohnke làm chủ tọa cùng với Johann Rattenhuber và Hans Krebs. Tuy nhiên, Fegelein nói rằng ông đã quá say nên đã được xác định là không có đủ điều kiện để hầu tòa.
Ngày 29 tháng 4 năm 1945, Burgdorf, Krebs, Joseph Goebbels, và Martin Bormann đã chứng kiến và đã ký vào ý chí và di chúc của Hitler. Ngày 2 tháng 5, sau khi lần lượt Hitler và Goebbels, Burgdorf và Hans Krebs cũng tự tử bằng cách bắn vào đầu. Thi hài của Krebs và Burgdorf đã được quân đội Hồng quân Liên Xô tìm thấy dưới hầm.

## Giải thưởng
- Thập tự sắt (1914)
  - Lần thứ nhất (24 tháng 1 năm 1915)
  - Lần thứ hai (14 tháng 8 năm 1916)
- Thập tự Hanseatic tại Hamburg (18 tháng 10 năm 1918)
- Thập tự Honor (huân chương danh dự cho những người có đóng góp trong chiến tranh thế giới I) (20 tháng 12 năm 1934)
- Thập tự sắt (1939)
  - Lần thứ nhất (15 tháng 6 năm 1940)
  - Lần thứ hai (17 tháng 6 năm 1940)
- Huy chương Mặt trận phía Đông
- Hiệp sĩ thập tự của thập tự sắt (29 tháng 9 năm 1941 khi ông là đại tá, chỉ huy Trung đoàn 529)